# Nina Řecká a Dánská
Princezna Nina Řecká a Dánská (rozená Nina Nastassja Flohrová; * 22. ledna 1987, Svatý Mořic) je švýcarská podnikatelka, dědička a veřejně známá osobnost. Jako manželka prince Filippa Řeckého a Dánského, syna Konstantina II. Řeckého a Anny-Marie Dánské, je členkou nevládnoucí řecké královské rodiny a členkou rozšířené dánské královské rodiny. Princezna Nina je zakladatelkou a kreativní ředitelkou Svatyně Kisawa a zakladatelkou Centra vědeckých studií Bazaruto, obě se nacházejí na ostrově Benguerra v Mosambiku. Dříve pracovala jako kreativní ředitelka luxusní soukromé letecké společnosti VistaJet, kterou založil její otec Thomas Flohr.

## Mládí
Princezna Nina se narodila 22. ledna 1987 ve Svatém Mořici ve Švýcarsku jako Nina Nastassja Flohrová Thomasu Flohrovi, švýcarskému miliardáři a zakladateli společnosti VistaJet, a Katharině Konečné, kreativní ředitelce společnosti Fabergé a zakládající redaktorce Vogue Russia a Vogue Greece. Z matčiny strany má nevlastní sestru jménem Sophia. Flohrová byla vzdělávána ve Spojeném království a Spojených státech amerických.
Její rodiče se rozvedli, když byla mladá, a v roce 2001 se přestěhovala do Londýna, kde její matka přijala místo ve společnosti Tatler.

## Kariéra
Flohrová pracovala až do roku 2016 jako kreativní ředitelka společnosti VistaJet, soukromé letecké společnosti založené jejím otcem.
V roce 2012 se Flohrová objevila v reklamní kampani společnosti Fabergé.
Je zakladatelkou a kreativní ředitelkou Svatyně Kisawa, luxusního hotelu, a Centra vědeckých studií Bazaruto, centra ochrany životního prostředí, obojí se nachází na ostrově Benguerra v Mosambiku.

## Osobní život
Flohrová je blízkou přítelkyní Biancy Brandolinio d'Adda, Allegry Versaceové a Margherity Missoniové. Žije v Notting Hill v Londýně a v Kalifornii.
V roce 2018 se setkala s princem Filippem Řeckým a Dánským, nejmladším dítětem Konstantina II. Řeckého a Anne-Marie Dánské a kmotřencem Diany, princezny z Walesu. Téhož roku se spolu objevili na veřejnosti na svatbě princezny Eugenie z Yorku a Jacka Brooksbanka. Jako pár vystupovali i na svatbě lorda Edwarda Spencera-Churchilla a Kimberly Hammerstroemové v roce 2018 a svatbě Jeana-Christopha, prince Napoleona a hraběnky Olympie von und zu Arco-Zinneberg v roce 2019. V roce 2020 se Flohrová a princ Philippos na dovolené v Ithace v Řecku zasnoubili. Zasnoubení oficiálně oznámila tisková kancelář nevládnoucí řecké královské rodiny 1. září 2020. Občansky se vzali 12. prosince 2020 na soukromém obřadu ve Svatém Mořici ve Švýcarsku. Kvůli pandemii covidu-19 ve Švýcarsku byli jedinými hosty na svatbě otcové páru. V červnu 2020 měli svatební hostinu v Stibbington House, cambridgeském domě Thomase Philipa Naylor-Leylanda a Alice Naylorové-Leylandové. Řecký pravoslavný obřad se konal 23. října 2021 v metropolitní katedrále v Athénách. Obřadu se zúčastnili členové bývalé řecké královské rodiny a královna Sofie Španělská, infantka Elena, vévodkyně z Luga, princezna Tatiana Radziwiłłovna, princezna Benedikta Dánská, princezna Beatrice a Edoardo Mapelli Mozzi a princezna Eugenie a Jack Brooksbank.

## Tituly a oslovení
- 12. prosince 2020 – dosud: Její královská Výsost princezna Nina Řecká a Dánská[24]

## Vyznamenání
- Řecká královská rodina:
  -  Dáma velkokříže Řádu svaté Olgy a Sofie (12. prosince 2020)